# Borovina
Borovina je část města Třebíče. Borovina je tvořena šesti základními sídelními jednotkami: Borovina-sever sousedí se Stařečkou a začíná v borovinském kopci, Sídliště Borovina je tvořena panelovou zástavbou nad Libušiným údolím, Borovina-Tomáše Bati se rozprostírá v areálu bývalé Baťovy továrny, U Vodojemu zahrnuje chatové oblasti pod Strážnou horou, V Loučkách zahrnuje zástavbu stejnojmenné ulice v blízkosti sádek a Sídliště za Rybníkem je tvořeno panelovými domy v západní části Boroviny. Poslední jmenovaná ZSJ se na rozdíl od ostatních nenachází v katastrálním území Třebíč, ale v k. ú. Řípov. Borovina těsně sousedí se Stařečkou a leží na západě města Třebíče. Ze severu ji ohraničuje údolí řeky Jihlavy, na jejímž pravém břehu se Borovina nachází. Z jihu lemuje zástavbu Stařečský potok, Borovina se nachází na jeho levém břehu. Počet obyvatel byl v roce 2008 5 864, a v dnešní době se již příliš nemění. Nadmořská výška se pohybuje okolo 450 m n. m.
Nová část leží částečně v údolí Stařečského potoka, na kterém zde leží Borovinský rybník. Zbytek Boroviny, převážně její starší část, se pak nachází na návrší mezi tímto potokem a řekou Jihlavou.
Borovina vznikla díky založení společnosti na výrobu obuvi Karl Budischowski, která byla později převzata Tomášem Baťou. To bylo důvodem výstavby velkých kolonií dělnických domků v severozápadní části Boroviny. Díky této společnosti bylo v Borovině postaveno také poměrně velké nádraží se stáčírnou mazutu pro blízkou kotelnu. V části obce žije přibližně 4 700 obyvatel.

## Etymologie

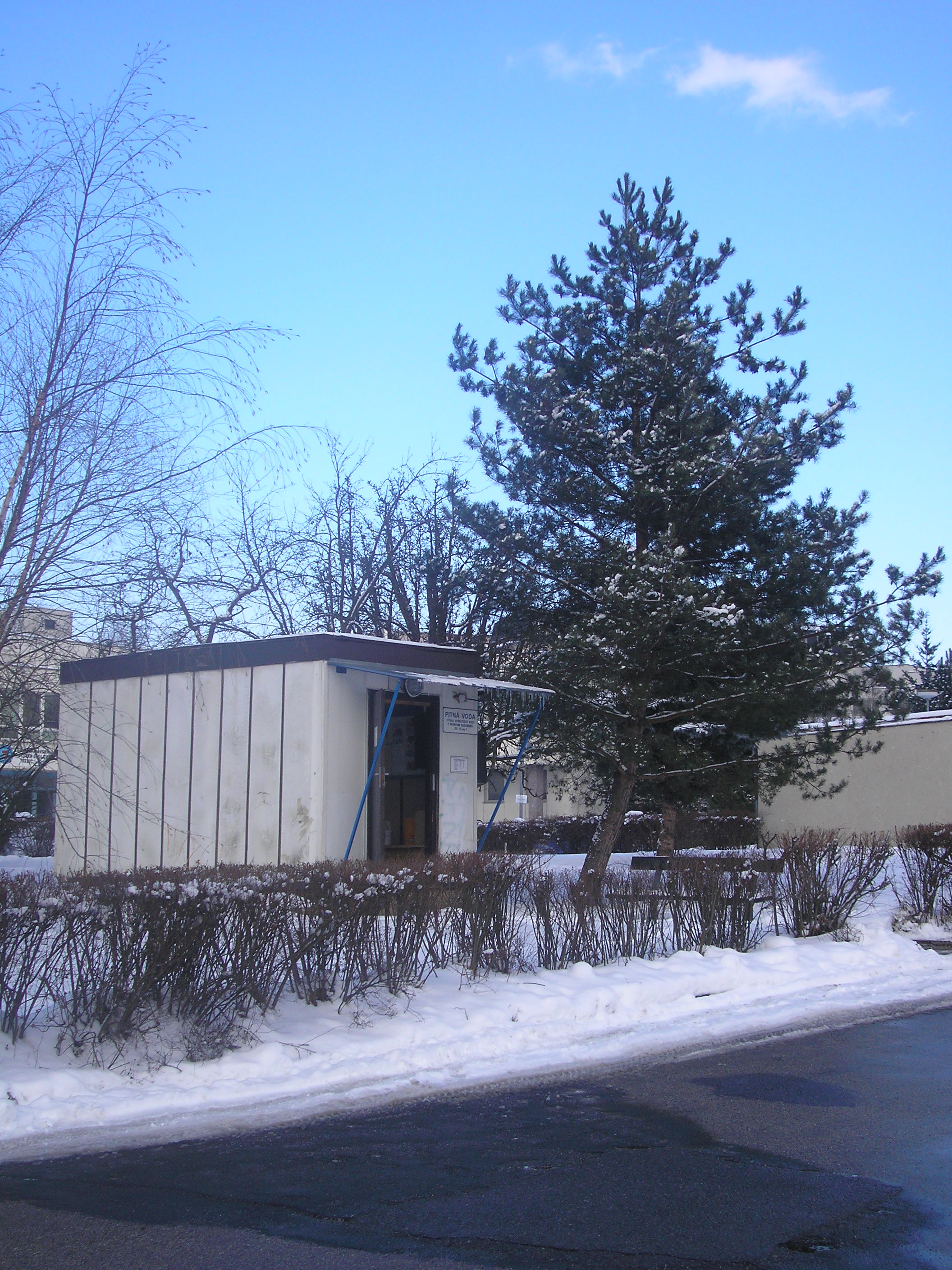
Stáčírna Heraltické kojenecké vody v Borovině s jejím typickým symbolem – borovicí

Název Borovina je pravděpodobně odvozen od slova borovice. V místě dnešní Boroviny se totiž původně rozkládal les, místy rozdělený poli. Dá se předpokládat, dle dnešního hojného výskytu borovic v Borovině i na ploše celého města, že tento les byl převážně borový. Ovšem tento les pokrýval jen menší část dnešní Boroviny. Na zbytek místní části se název přenesl až později, dříve měly i části tohoto zbytku své specifické názvy.

## Dějiny

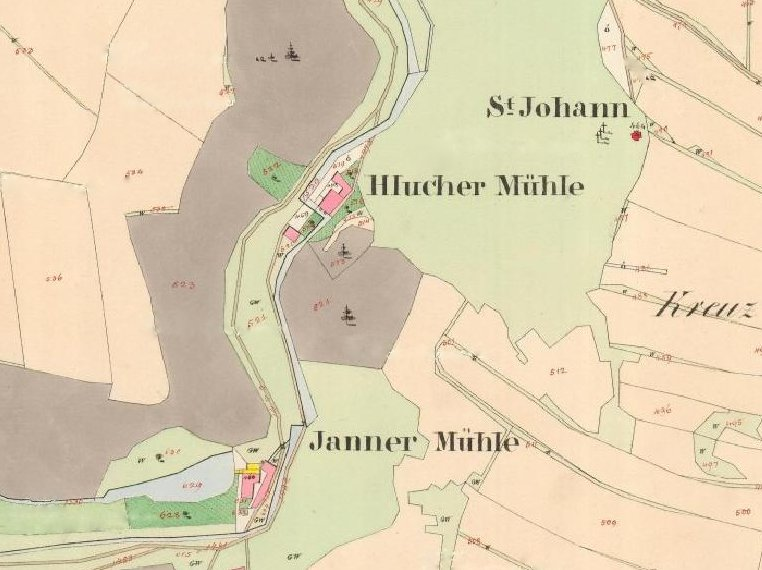
Janův a Hluchý mlýn ve stabilním katastru, 1835

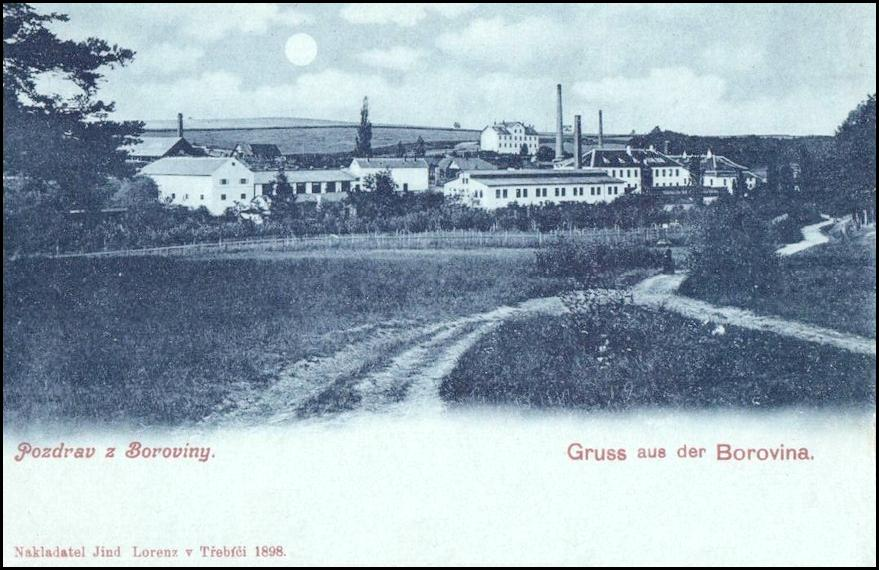
Továrna v Borovině v roce 1898

Borovina je jednou z mladších částí Třebíče, má svou starší a novější část.
Nejstaršími stavbami v Borovině byly tři mlýny na Stařečském potoce Borovinský, Janův a Hluchý.

### Počátky Boroviny
Borovinský mlýn s pilou, který ležel na Stařečském potoce daleko za městem Třebíčí, zakoupili od mlynáře Padrty roku 1842 třebíčští koželuzi Budišovští. Karel Budišovský poté nechal přestavět mlýn na koželužnu, později zde začal vyrábět i obuv a veškeré kožené zboží. Tím položil základy koželužské a obuvnické tradici v Borovině a dřívější společnosti BOPO. Následně ještě prosadil výstavbu větrného mlýna na mletí třísla poblíž budoucí železniční tratě v Třebíči. Později se společnost stala nejlepší v Rakousku-Uhersku, ba i v celé střední Evropě.
Od roku 1842 byla u továrny zavedena cihelna na výrobu cihel a pálení vápna, která získávala cihlářskou hlínu z blízkého údolí. Terénní změny způsobené její těžbou jsou v Borovině patrné dodnes. Roku 1889 byla kolaudována již nová cihelna a o čtyři roky později byl založen Borovinský rybník sloužící jako zásobárna vody pro továrny. Pro část tehdejších zaměstnanců byly v letech 1905–1912 vybudovány tři řady dělnických domů. Inspirací pro jejich stavbu byly malé anglické průmyslové domy. To je na některých patrné dodnes, viditelným znakem jsou zvláště vnější zdi tvořené cihlami, které nejsou omítnuté.
Zlomem v dějinách Boroviny byla Světová hospodářská krize ve dvacátých letech 20. století. Jejím následkem podpořeným ještě rozpadem monarchie, jejíž armáda byla hlavním odběratelem koženého zboží z borovinských továren, zkrachoval celý tehdejší podnik. Většinu ho pak roku 1931 zakoupil Tomáš Baťa. Rok poté započal s výstavbou dělnických kolonií, tzv. Baťovek. Borovina tehdy zažívala velký rozvoj a v Třebíči tak vznikla první zahradní čtvrť.
Roku 1940 měly dělnické kolonie již 150 rodinných dvojdomků a vilek, pět penzionů a svobodáren. Původní životnost všech staveb byla dvacet let, slouží však dodnes.
Po roce 1945, kdy továrny byly ještě součástí společnosti Baťa, bylo předáno do užívání dvacet dvojdomků a několik malých vilek, dnes nazývaných Hájenky, podle toho, že byly vystavěny v prostoru bývalé hájenky.
V 60. letech vzniklo ještě několik panelových domů, které tehdy patřily mezi první v Třebíči.
Mezi lety 1957 a 1960 byl vystavěn kulturní dům Gustava Klimenta na Dělnickém náměstí, v roce 1981 byl rozšířen a v roce 2004 byl přetvořen v prodejnu nábytku. Je evidován v databázi Národního památkového ústavu.

### Výstavba sídliště Za rybníkem

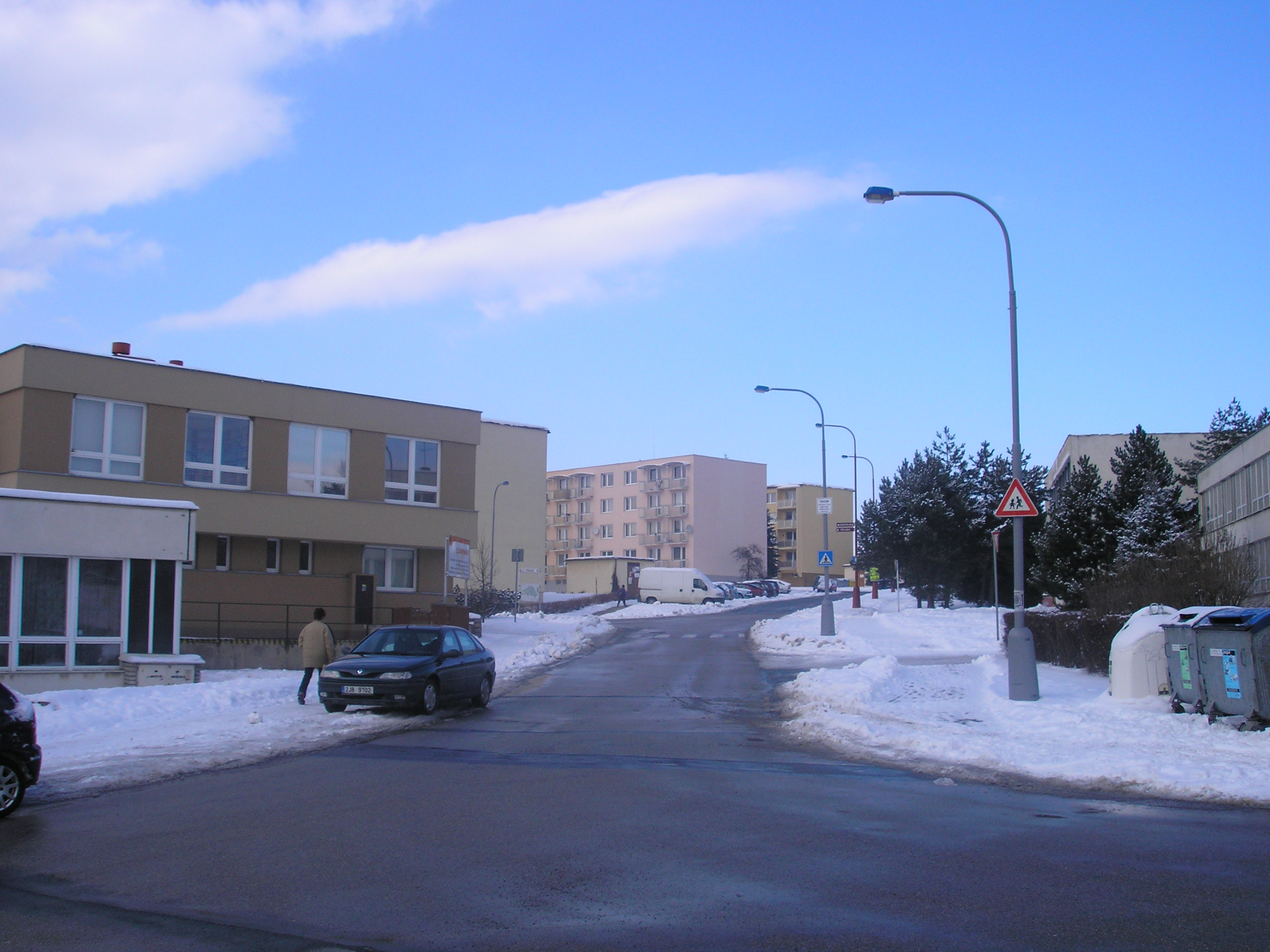
Jižní část ulice Okružní, v oranžové budově vlevo dnes sídlí společnost VIA ALTA (dříve Euronest), vlevo od ní se nachází pobočka České pošty.

Druhou nejvýznamnější etapou historie Boroviny je výstavba nového sídliště Za rybníkem. To se skládá především z panelových domů. Jejich stavba byla započata v 80. letech a souvisela s výstavbou JE Dukovany. Proto většinu obyvatel sídliště dodnes tvoří zaměstnanci elektrárny.
Na sídlišti postupně vznikly dvě ulice, jsou to ulice Zahraničního odboje (dříve Jana Švermy) a jižněji položená ulice Okružní, která svůj název získala kvůli svému tvaru. Podél obou ulici stojí celkem šest bloků řadových čtyřpatrových domů. Na západních koncích ulic je poté vybudováno dvanáct jednotlivých osmipatrových domů.
Jako součást občanské vybavenosti byly také postaveny: obchod Jednota, ZŠ Za rybníkem (nyní ZMVŠ), MŠ Okružní, Centrum drobných obchodů (nyní sídlo společnosti VIA ALTA (dříve Euronest)), restaurace a pobočka Městské knihovny Třebíč. Pro vytápění bytů byly postaveny celkem tři výměníky, do kterých bylo teplo přiváděno z kotelny u továren BOPO. Přívod elektrické energie byl zajištěn sestavou transformátorů, do kterých je elektřina přiváděna z nedaleké rozvodny ležící poblíž vesnice Červená Hospoda.

Pohledy do sídl. Za rybníkem
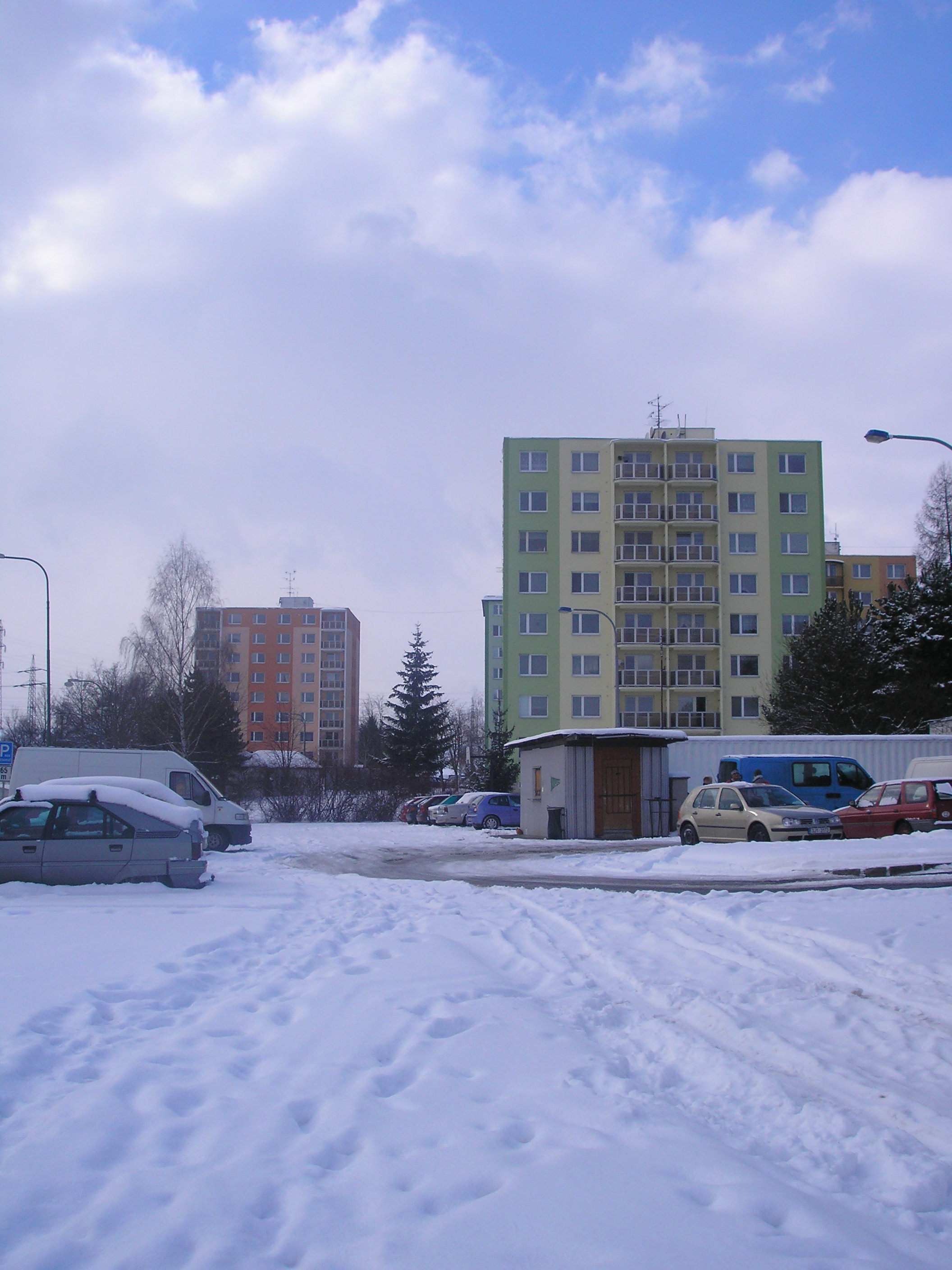
Osmipatrové panelové domy v jižní části sídliště
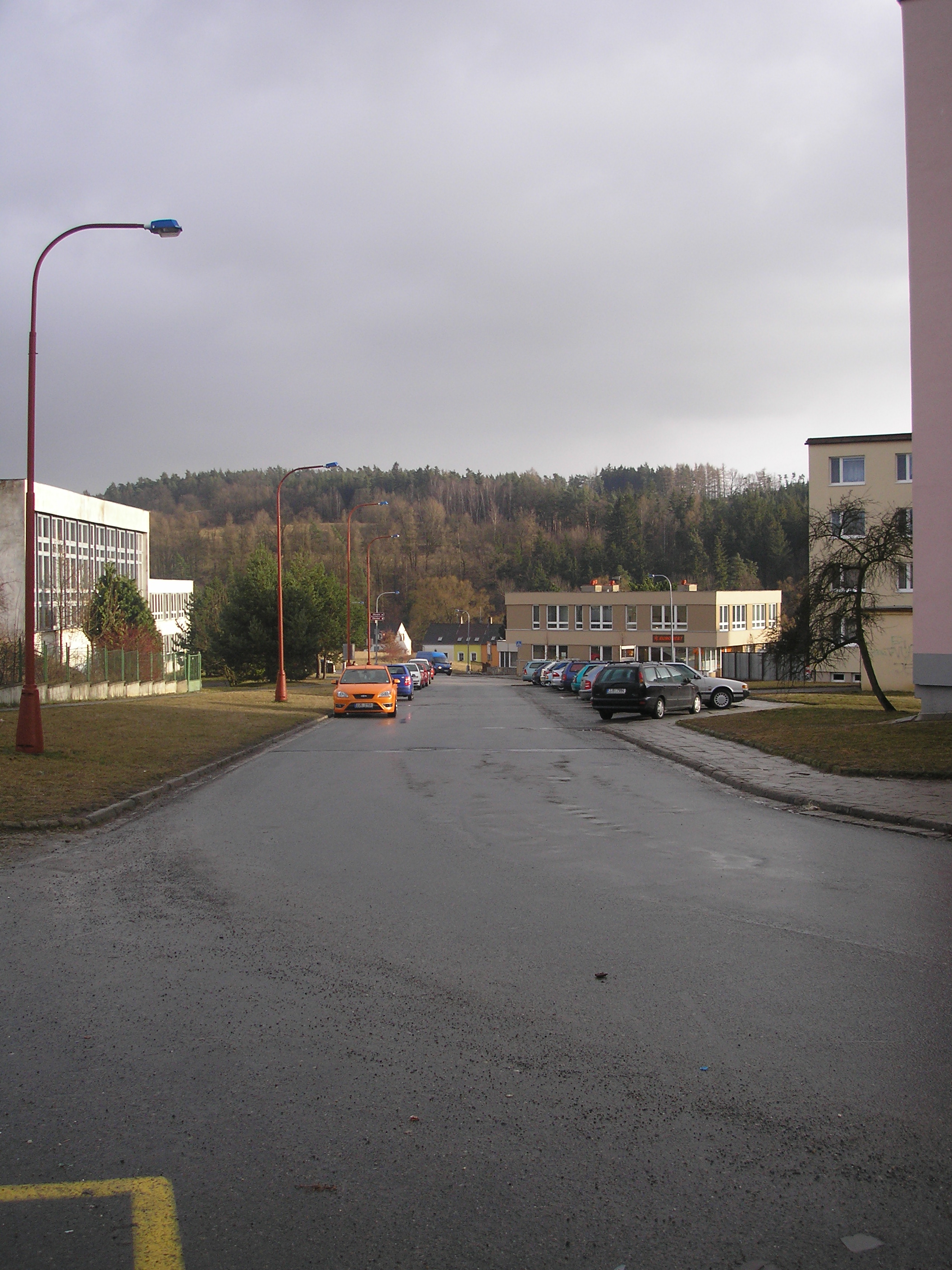
Pohled na ulici Zahraničního odboje od severu
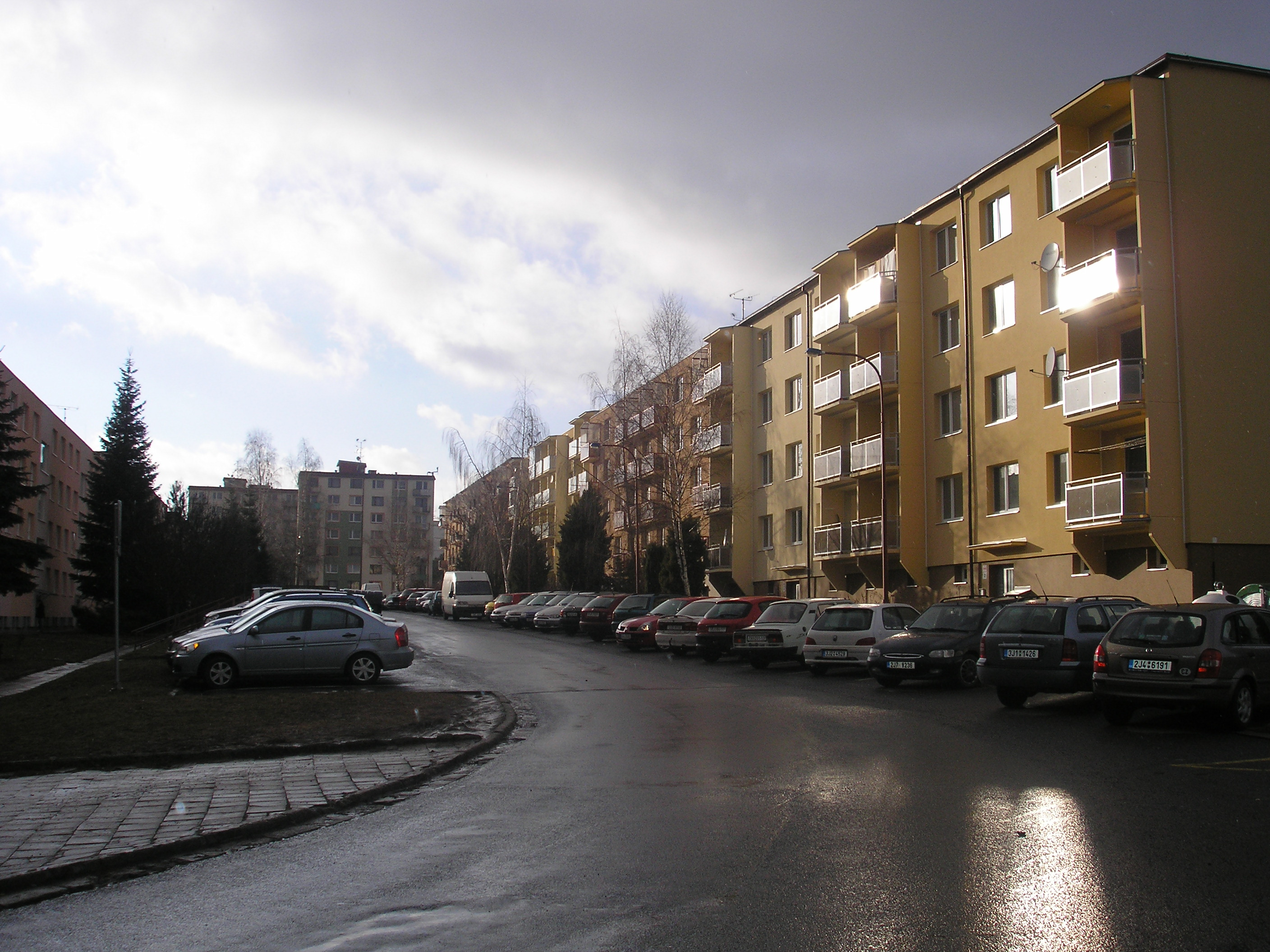
Pohled na ulici Zahraničního odboje z východu
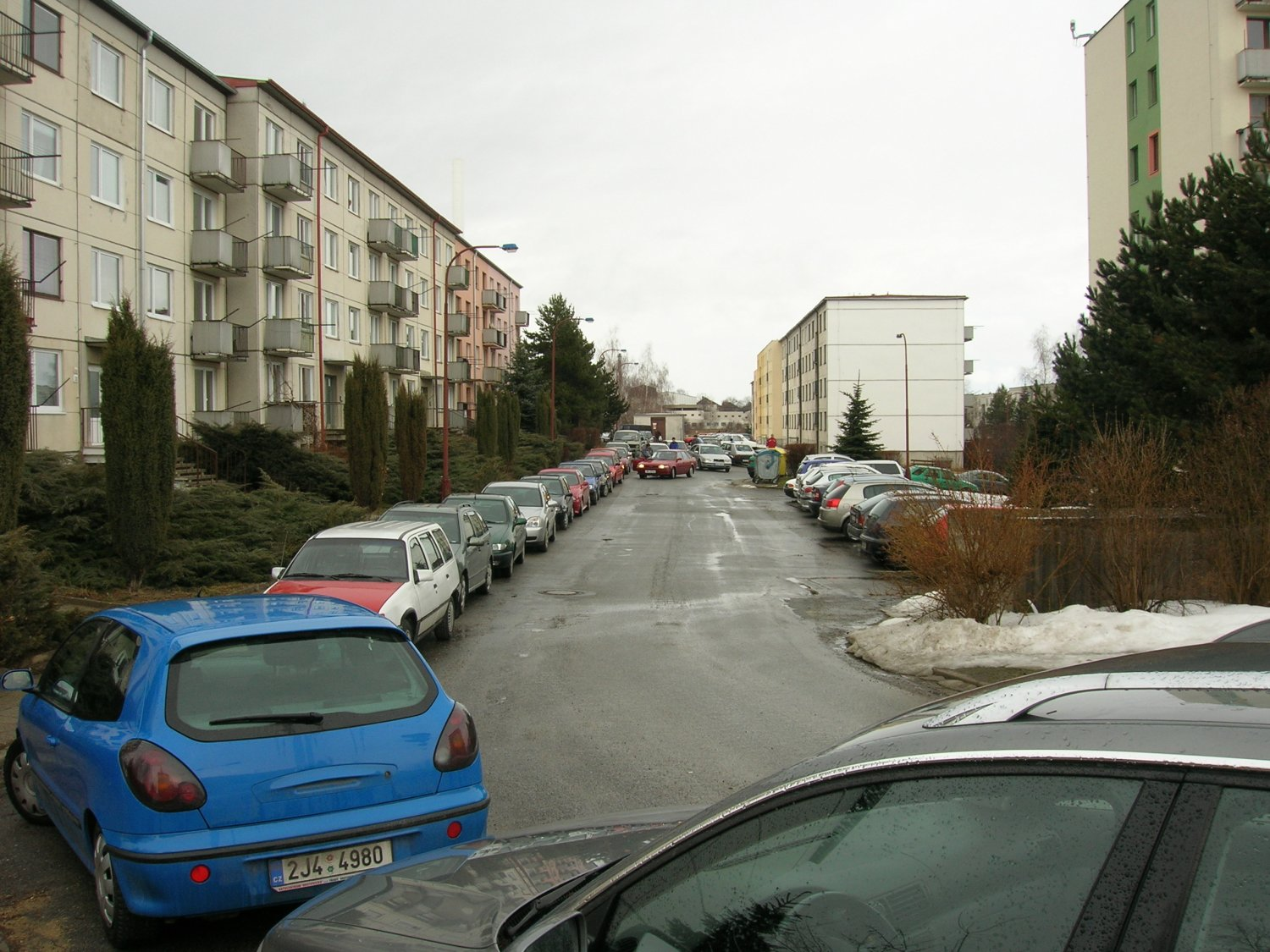
Severní část ulice Zahraničního odboje

- Více fotografií s umístěním v mapě na GeoCommons

### Současnost
Obě části Boroviny nyní zažívají rozvoj. Panelová zástavba prochází celkovou revitalizací. Domy jsou zateplovány a jsou u nich vyměňována dřevěná okna za plastová. U některých byly také vyměněny balkony. Přestavbou a modernizací prochází také mnoho domů v bývalých dělnických koloniích, které jsou v soukromém vlastnictví.
V roce 2003 zanikla základní škola na sídlišti Za rybníkem. Místo ní zde vznikla ZMVŠ. Tato změna způsobila přechod většiny žáků na ZŠ Bartuškova ve starší části Boroviny. Ta je kvůli tomu modernizována. V roce 2007 v její blízkosti vznikl nový multifunkční komplex sportovních hřišť. Opravy se dočkal také plavecký bazén přiléhající ke škole. V roce 2018 bude upraveno hřiště u školy na nový multifunkční areál. Stavba hřiště bude zahájena v červnu roku 2018, kdy součástí má být vybavení pro seniory i pro malé děti. Bude připravena dráha pro inline bruslaře, skatepark, běžecký ovál a hřiště pro tenis nebo fotbal. Na konci května roku 2019 bylo zmíněné hřiště otevřeno, součástí je skatepark, tartanová dráha a další atrakce.
V roce 2007 byla otevřena nová prodejna diskontu PLUS. Díky tomu získali občané Boroviny první dlouho očekávaný supermarket, který vyřešil problémy s dostupností základního zboží, které bylo doposud k dostání pouze v menší prodejně společnosti Jednota. V oblasti borovinské továrny – bývalé BOPO došlo v roce 2015 k rekonstrukci plochy, několika budov, otevření DDM a několika dětských hřišť. Stejně tak probíhá další revitalizace tohoto prostranství.
Roku 2020 budou zbourány sociální byty v Alšově ulici.

### Budoucnost
Život v Borovině by v budoucnu měla asi nejvíce ovlivnit plánovaná výstavba jihozápadní části obchvatu města Třebíče, který by měl Borovinu takřka rozpůlit. Tato stavba by v budoucnu mohla způsobit rozpory mezi obyvatelstvem Boroviny a vedením města. Již nyní někteří občané se stavbou nesouhlasí.
Druhou významnější připravovanou stavbou je projekt revitalizace bývalého továrního areálu, který počítá s přestavbou průmyslových objektů na výrobu obuvi a ponožek na obytné zóny s občanským vybavením. V roce 2025 a 2026 by mělo dojít k revitalizaci jihozápadní části sídliště Za Rybníkem.

## Geografie a geologie
Borovinu se nachází v jihozápadní části města Třebíče v údolí Stařečského potoka a na návrší zvedajícím se na jeho levém břehu a z druhé strany ohraničeném údolím Jihlava. Hlavní osy tvoří silnice I/23 stoupající Borovinou směrem na západ z města a silnice II/410 dnes vedená údolím Stařečského potoka a směřující dále jihozápadně z města do městyse Stařeč.
Městys Stařeč se svými osadami Červená Hospoda a Kracovice je jedinou sousedící obcí od západu až k jihu. Sousedními částmi města jsou po směru hodinových ručiček od severozápadu k jihu: bývalá obec Řípov, Stařečka začínající na severu železniční tratí 240 a Krajíčkovou strání, a Horka Domky ležící na pravém břehu Stařečského potoka od stráně Libušina údolí a stráně Terovského údolí.
V roce 2017 byly v Borovině nalezeny opály různých barev, nejvíce bylo nalezeno zelených, hnědých a červených, nejméně pak bílých a žlutých. Opály byly již dříve nacházeny v prostoru bývalé borovinské cihelny, ta později zanikla a k nálezům docházelo pouze sporadicky.

### Stará Borovina

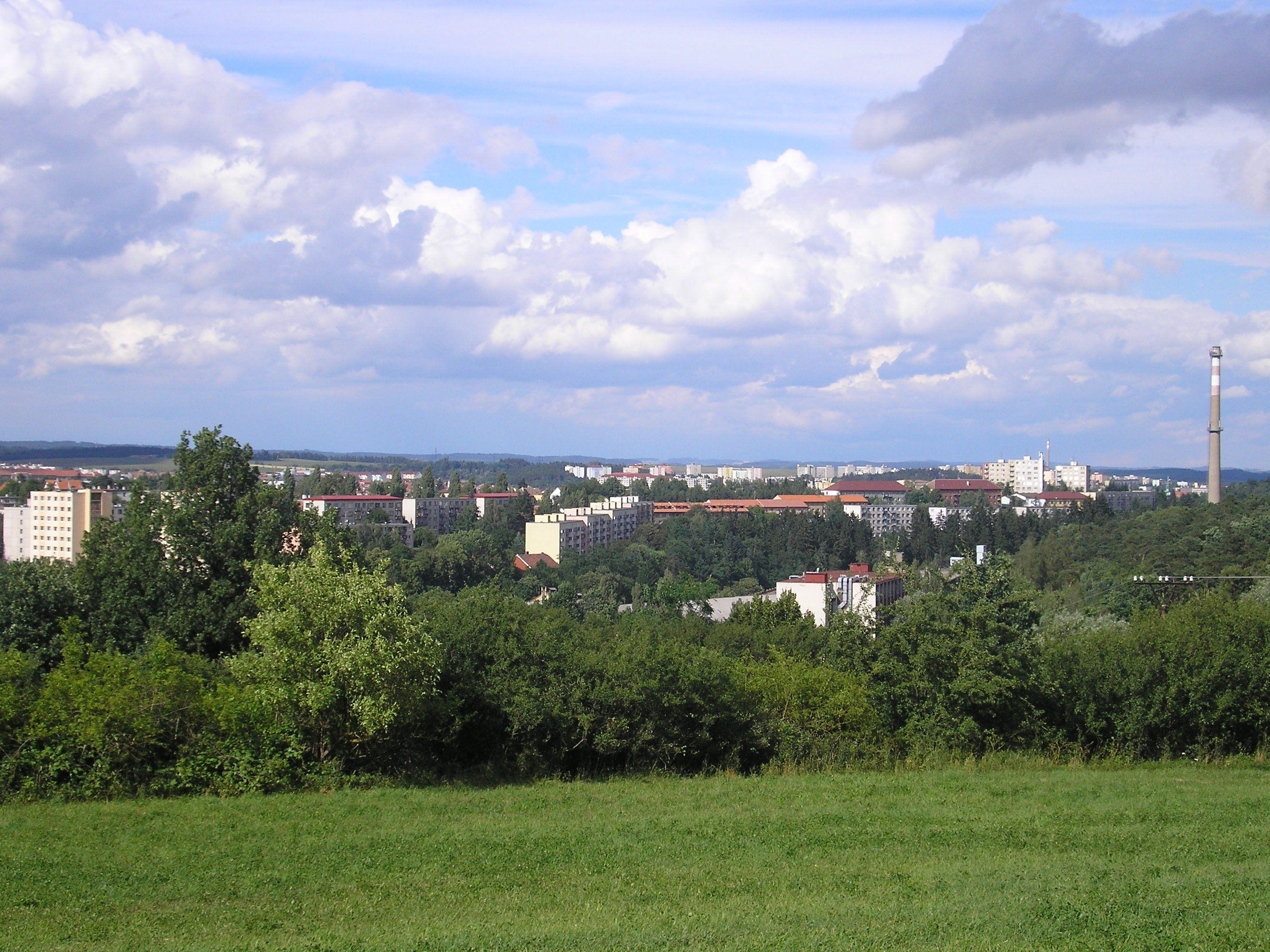
Celkový pohled na starou Borovinu

Stará Borovina se rozkládá především kolem ulice Sucheniova, kde se nacházejí vily, a podél Revoluční třídy, kde jsou vystavěny Baťovy kolonie. Hraniční bodem se Stařečkou je křižovatka s ulicí Dr. Antonína Hobzy, tzv. Novou borovinskou cestou, která je dále pojmenována jako ulice Koželužská. S novou Borovinou je rozdělena ulicí Fibichova, která zároveň spojuje Revoluční třídu s ulicí Koželužská.
Z přírodního hlediska se stará Borovina nachází na návrší mezi řekou Jihlavou na severu a Stařečským potokem na jihu.

### Nová Borovina

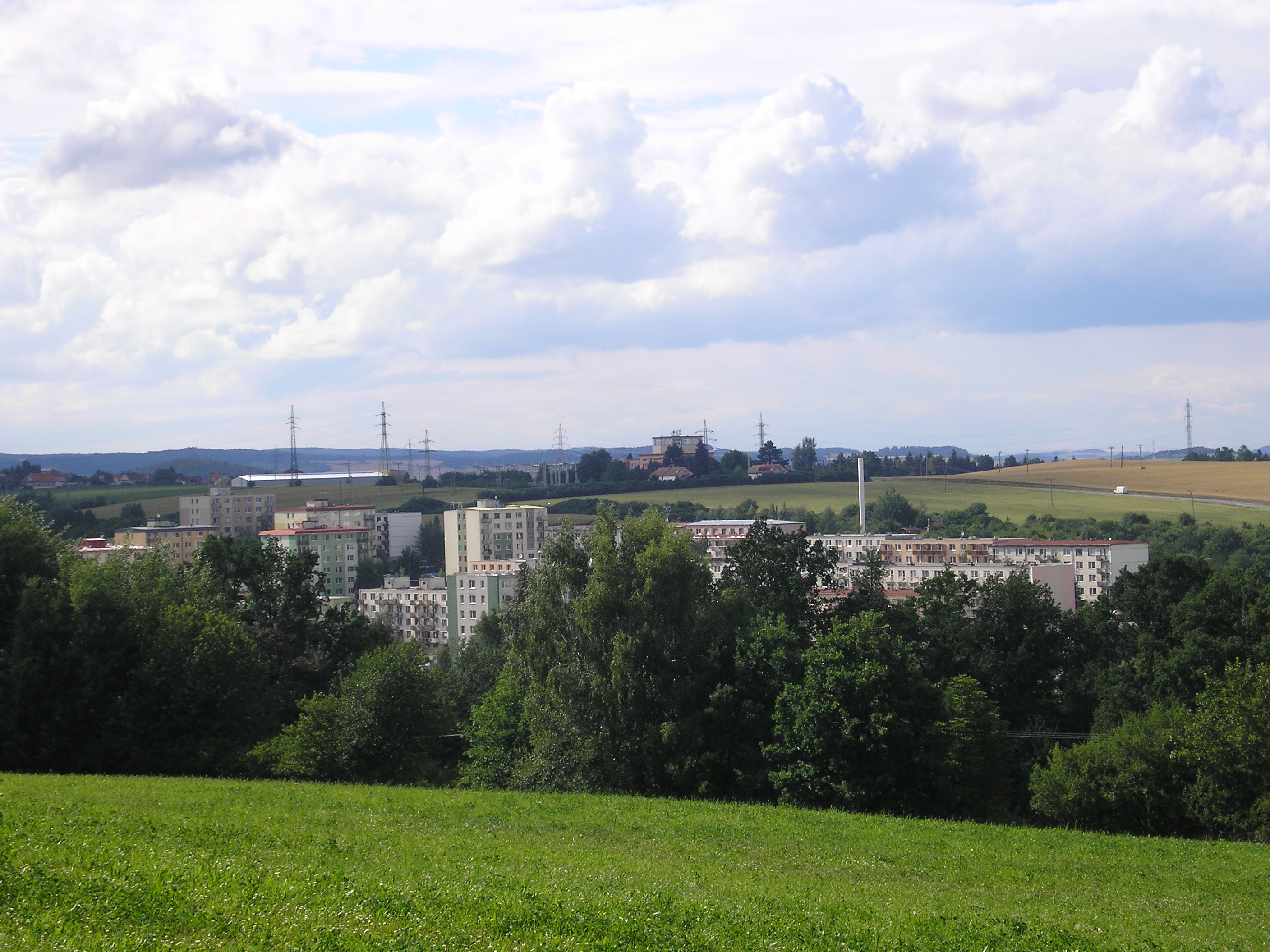
Celkový pohled na novou Borovinu

Druhou částí je nová Borovina blížící se spíš ke Starči, nová Borovina byla vybudována v 70. a 80. letech 20. století kvůli výstavbě jaderné elektrárny Dukovany.
Nová Borovina přímo sousedí pouze se starou Borovinou. Hranicí mezi nimi je ulice Fibichova. Nová Borovina dále sousedí s katastrem obce Stařeč na západě a na jihu. Západní hranice vede v těsné blízkosti posledních panelových domů. Na jihu končí její území Borovinským rybníkem. Téměř celá novější část Boroviny leží v katastru místní části Řípov. Samotný Řípov leží severně od Boroviny. Pomyslnou severní hranici, která kvůli tomu ve skutečnosti neexistuje, tvoří železnice a silnice I/23.
Na jihu vede skrze celou novou Borovinu ulice Koželužská na níž navazují severněji položené ulice Okružní a Zahraničního odboje, na kterých se nacházejí panelové domy. Podél ulice Koželužská je vystavěno několik dělnických domků z doby počátků Boroviny.

### Mapy
| Přehledná mapka celé Boroviny | A | Nová Borovina v roce 1782 - I. vojenské mapování  | Nová Borovina v roce 1877 - III. vojenské mapování  | Nová Borovina v roce 2009  |
| Přehledná mapka celé Boroviny | A | Nová Borovina v roce 1782                         | Nová Borovina v roce 1877                           | Nová Borovina v roce 2009  |
| Přehledná mapka celé Boroviny | B | Stará Borovina v roce 1782 - I. vojenské mapování | Stará Borovina v roce 1877 - III. vojenské mapování |                            |
| Přehledná mapka celé Boroviny | B | Stará Borovina v roce 1782                        | Stará Borovina v roce 1877                          | Stará Borovina v roce 2008 |
| Legenda: 1. baťovy kolonie, 2. Nádraží Třebíč-Borovina, 3. BOPO, 4. Borovinský rybník, 5. Sídliště Za rybníkem, 6. Libušino údolí – Máchovo jezírko |   |                                                   |                                                     |                            |
| Fotografie GeoCommons |   |                                                   |                                                     |                            |

## Samospráva
V minulosti byla politická orientace voličů a obyvatel Boroviny značně ovlivněna přítomností továren na výrobu obuvi, které dnes již neexistují. Většina voličů tudíž byla dělníky a volila KSČM, která v Borovině až do roku 2006 dlouhodobě vítězila.
V minulých volbách do zastupitelstva města, ale KSČM zvítězila pouze ve dvou z pěti borovinských volebních okrsků. Oba dva ležely ve starší části. Ve zbylých třech okrscích zvítězila ODS. Příčinou této změny je patrně postupné omlazování obyvatel Boroviny, které ale probíhá výrazněji v novější části, protože v té právě začíná nabývat plnoletosti první generace narozená zaměstnancům JE Dukovany, kteří se do této části přistěhovali v 80. letech 20. století. Avšak ve starší části je většina voličů tvořena důchodci, proto zde i nadále vítězí KSČM.
Změna politických sympatií se projevila i ve volbách do zastupitelstva Kraje Vysočina v roce 2008. Ve všech volebních okrscích zvítězila ČSSD.
| Regionální volby 2008 v Borovině | Volby do zastupitelstva kraje Vysočina 2008 – přehled volebních okrsků v místní části města Třebíče Borovině podle vítěze. Česká strana sociálně demokratická                   |
| Komunální volby 2006 v Borovině  | Volby do zastupitelstev obcí 2006 – přehled volebních okrsků v místní části města Třebíče Borovině podle vítěze. Občanská demokratická strana Komunistická strana Čech a Moravy |
| Komunální volby 2002 v Borovině  | Volby do zastupitelstev obcí 2002 – přehled volebních okrsků v místní části města Třebíče Borovině podle vítěze. Občanská demokratická strana Komunistická strana Čech a Moravy |

## Obyvatelstvo
Největší růst počtu obyvatel je patrný mezi lety 1981 a 1991, kdy bylo vystavěno sídliště Za rybníkem. Dnes se již počet obyvatel příliš nemění.
| Rok            | 1869 | 1880 | 1890 | 1900 | 1910 | 1921 | 1930 | 1950 | 1961 | 1970 | 1980 | 1991 | 2001 |
| -------------- | ---- | ---- | ---- | ---- | ---- | ---- | ---- | ---- | ---- | ---- | ---- | ---- | ---- |
| Počet obyvatel | .    | .    | .    | .    | .    | .    | .    | .    | .    | .    | 3978 | 5838 | 5864 |

## Památky a zajímavosti
- výklenková kaplička – poklona Panny Marie
- Kaple svatého Jana Nepomuckého
- Borovinský rybník leží v jižní části nové Boroviny, v údolí Stařečského potoka. Byl založen roku 1893 Karlem Budischowským jako zásobárna vody pro BOPO.[4] Dříve byl využíván také k rekreačním účelům, dnes je ale znečištěn. Z tohoto důvodu se využívá pouze v zimě a to jako kluzistě. V nedávné době byl společností BOPO a.s. – v likvidaci v dražbě odprodán soukromému majiteli.[27]
- Stařečský potok pramení nedaleko obce Heraltice. Jeho část je svedena do potrubí a prodává se jako Heraltická kojenecká voda, z této vody se také vyrábí nápoje ZON a lze ji také zakoupit ve stáčírnách v Borovině a na Stařečce. Část potoka, která zůstává nad povrchem, teče až do Třebíče. V Borovině na tomto potoce leží Borovinský rybník.
- BOPO byla firma v Třebíči vyrábějící obuv, ponožky a další podobné oděvy. Borovinské závody se nacházely v Borovině, byly zakoupeny od firmy Budischowski Tomášem Baťou. BOPO, svého času největší výrobce bot ve střední Evropě, zaměstnávající až 5000 lidí,[28] zastavilo výrobu v roce 2000.[29]
- vila rodiny Budischowských, byla zařazena na seznam slavných vil. Vila byla postavena v neobarokním slohu na počátku první světové války pro rodinu Hanse Budischowského. Stojí na pozemku o velikosti 47,5 tisíce metrů čtverečních. Byla postavena podle návrhu architekta Maxe Spielmanna. Vila pak byla v roce 1931 prodána rodině Waldstein-Wartenbergů, ta pak vilu upravila a dostavěla. V roce 1945 se rodina Waldstein-Wartenbergů byla nucena se vystěhovat z republiky a vila byla zestátněna.[30] Nyní je vlastněna soukromým vlastníkem a je dlouhodobě nabídnuta k prodeji.[31]
- Větrný mlýn nebo také Větrník je větrný mlýn holandského typu sloužící ke mletí takzvaného třísla pro třebíčské koželuhy. Nachází se na tzv. Kanciborku, v ulici U Větrníku. Dnes je již mimo provoz a v budoucnu by mohl být zpřístupněn turistům. Umístěn je ve čtvrti Stařečka, nedaleko od hranic s částí Borovina.
- na křižovatce Pražské ulice a ulice U Kříže stojí kříž, stojí na pozemku blízké společnosti a je jejím majetkem. Společnost však uvedla, že ke kříži nemá žádný vztah a nechce jej na svém pozemku. V roce 2019 se dohodla s městem Třebíč, že kříž městu daruje a to jej nechá rekonstruovat a přemístí jej jinam. Kříž pochází z roku 1848.[32]

## Doprava

### Železnice

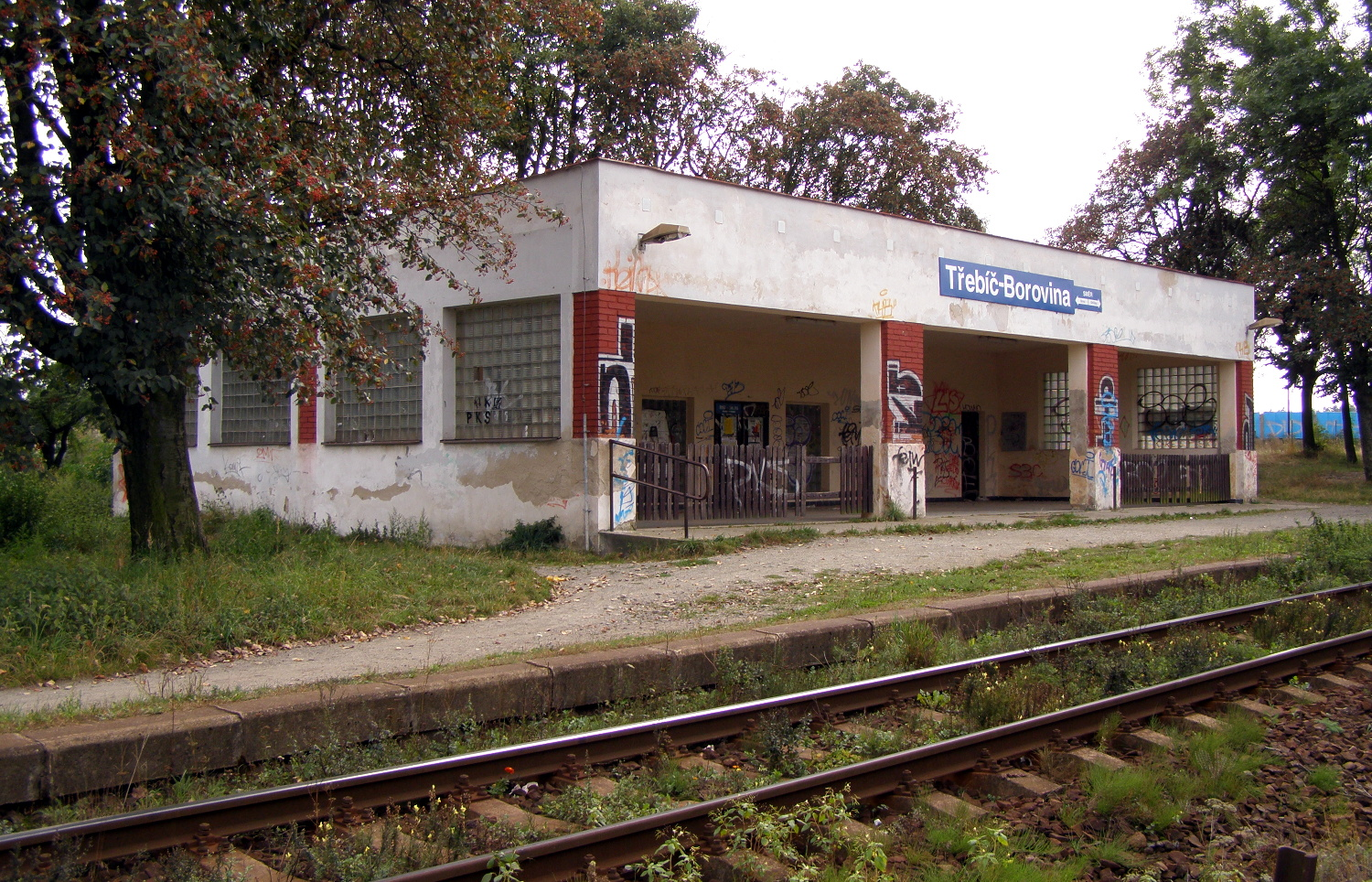
Zastávka Třebíč-Borovina

První železniční spojení ovlivňující Borovinu bylo vystavěno v roce 1871, jednalo se o dnešní trať č. 241, tehdy nazývanou trať Vídeň – Znojmo – Jihlava – Berlín vzhledem k její trase. Dopravní dostupnost Boroviny byla tehdy zlepšena výstavbou nové silnice vedoucí Libušiným údolím, která spojila Borovinu s centrem města a dále vedla k třebíčskému nádraží tehdy vzdálenému 7 km od města. Jednalo se o stanici tehdy nazvanou Starč-Třebíč (německy Startsch - Trebitsch), která ležela právě na již zmíněné trati.
Další železniční stavbou, která byla pro Borovinu patrně ještě významnější, byla stavba tratě č. 240 z Okříšek do Brna. Na té díky továrnám na výrobu obuvi v Borovině vznikla zastávka Třebíč-Borovina. Původně, do roku 1949 nesla název Řípov podle jiné blízké místní části Řípova, v jehož katastrálním území se zastávka nachází. Její součástí je také dodnes nákladiště borovinské továrny, které se však dnes již nepoužívá.
Ke stanici přiléhá také stáčírna mazutu, přes kterou byla zásobována kotelna ležící v areálu BOPA, která vytápěla veškeré dělnické domy. V zastávce zastavují pouze osobní vlaky, rychlíky jí projíždějí bez zastavení.

### Autobusová doprava

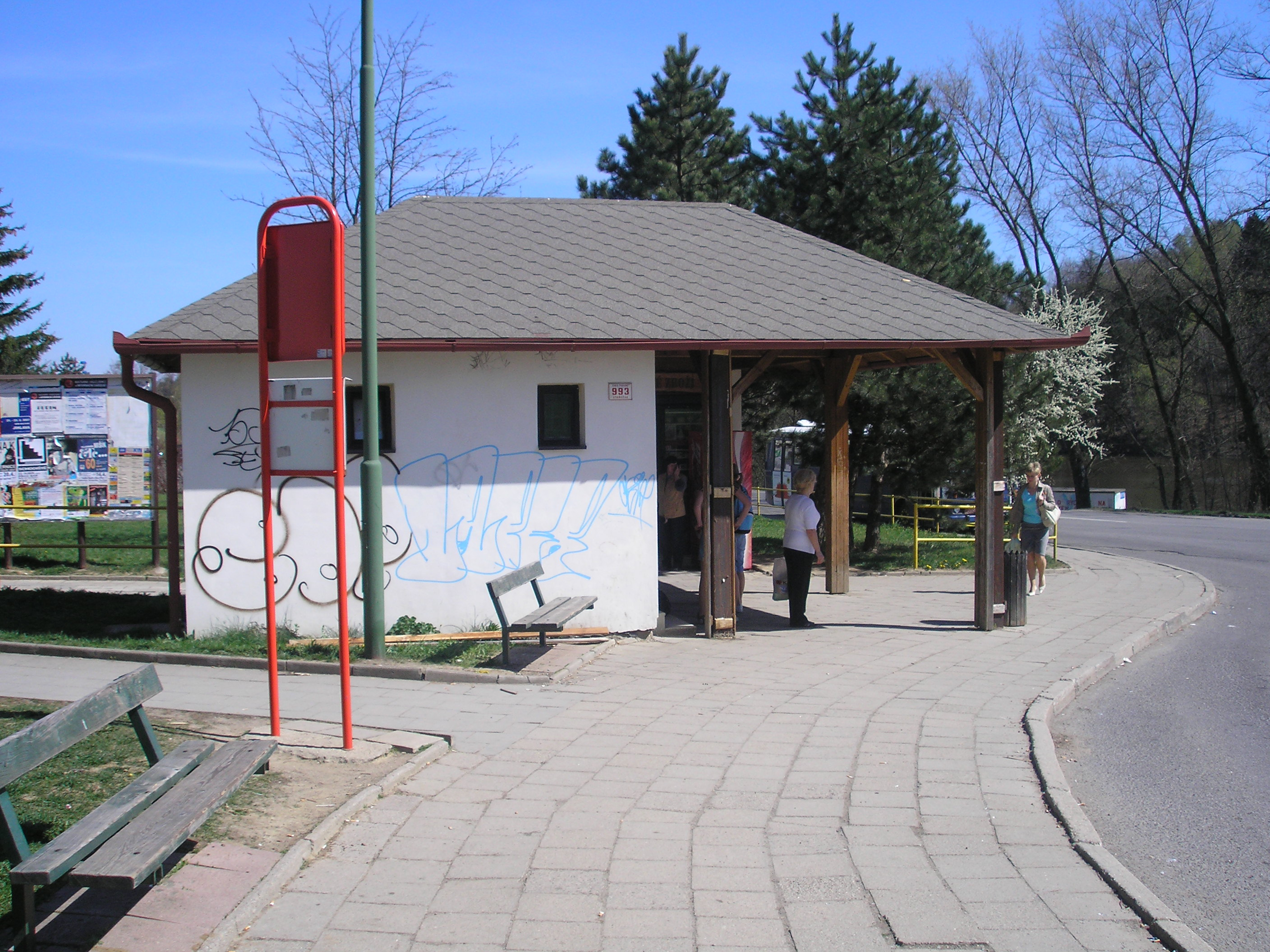
Konečná stanice MAD sídl. Za rybníkem v Borovině

V Borovině se nacházejí celkem čtyři zastávky třebíčské městské autobusové dopravy. Dvě z nich leží na Revoluční třídě. Jsou to zastávky U kapličky a Revoluční. Obě jsou průjezdné v obou směrech a staví v nich linky MAD 1, 3, 5, 7 a 9. Kvůli bývalé továrně na obuv BOPO vznikla zastávka Borovina, BOPO. Ta již po zkrachování podniku nebyla tolik využívána. Dnes jí ale hojně používají k přepravě žáci Hotelové školy Třebíč, jejíž internát se v Borovině nachází. Poslední borovinská zastávka sídl. Za rybníkem vznikla kvůli výstavbě nového sídliště. Je konečnou linek 1, 3, 5, a 7.
Autobusové spojení spojuje Borovinu s centrem města a jeho ostatními části přibližně každou čtvrt hodinu, ve špičce potom každých pět minut.
| Schéma MAD v Borovině | Schéma MAD v Borovině – 1 – Sucheniova; 2 – U kapličky; 3 – Revoluční; 4 – Borovina, BOPO; 5 – sídl. Za rybníkem Nejvytíženější trasa MAD Trasa linky č. 9 do Poušova |

Příměstská autobusová doprava v Borovině má celkem dvě zastávky. První je zastávka Třebíč, Pražská ležící na silnici I/23 na výjezdu na Jihlavu. Tato zastávka je obousměrná, průjezdná a staví v ní především autobusy jedoucí směr Jihlava a Telč, z dálkových autobusů pak linky jedoucí do Prahy.
Druhou stanicí příměstské autobusové dopravy je autobusové nádraží Borovina, BOPO. Nádraží má přibližně patnáct parkovacích stání pro autobusy a přiléhá k němu parkoviště pro automobily. Autobusy projíždějící jím jedou směrem na Stařeč, Kojetice a Rokytnice nad Rokytnou.

## Kultura

### Sport
Sport v Borovině je významně spjat s továrnou BOPO. Podnik totiž sponzoroval mnoho sportovních klubů. Jejich množství bylo také podpořeno citěním obyvatel Boroviny, kteří se dříve nepovažovali za součást Třebíče a chtěli mít to stejné, co bylo Třebíči. Tak mohl v Borovině postupně vzniknout oddíl fotbalový, hokejový, kuželkářský, gymnastický a další. Všechny tyto kluby podporoval borovinský podnik a všechny před jeho zánikem, ale většina i dnes, nesly název TJ BOPO.
| Brána fotbalového stadionu v Borovině | FK Borovina – Opatov je fotbalový klub se sídlem v Borovině. Dříve se nazýval TJ BOPO. Klub TJ BOPO byl po krachu společnosti v roce 2002 sloučen s městským celkem HFK Třebíč. Většina úspěšných hráčů však klub opustila. Teprve po delší době vznikl opětovným odštěpením a sloučením s celkem FK Opatov klub FK Borovina – Opatov, který v současnosti usiluje o postup do divize. K utkáním je využíván fotbalový stadion s umělým trávníkem na Fibichově ulici. |
| Brána fotbalového stadionu v Borovině | V roce 1998 byla založena SK Fotbalová škola Třebíč, od roku 2016 je součástí i tým mužů, trénuje a hraje zápasy na hřišti v Borovině. |

### Školy
V Borovině se v minulosti nacházely celkem dvě základní školy. Dnes zde působí již pouze ZŠ Bartuškova. Ta se nachází ve starší části místní části. Druhou školou byla ZŠ Za Rybníkem, která však zanikla roku 2003 z důvodu zřízení Zápodomoravské vysoké školy Třebíč v jejích prostorách. Většina jejích žáků nyní dojíždí na ZŠ Bartuškova.
| ZMVŠ Třebíč                        | Západomoravská vysoká škola Třebíč je soukromá vysoká škola v Třebíči. Vznikla v roce 2003 na místě bývalé základní školy Za rybníkem v sídlišti Borovina. První absolventi vysoké školy promovali v roce 2006. Na škole nyní studuje přibližně 550 studentů. |
|                                    | ZŠ Bartuškova je dnes jedinou a také nejstarší základní školou v Borovině. Její budova se nachází ve starší části místní části a její součástí je i plavecký bazén.                                                                                           |
| Internát při Hotelové škole Třebíč | Internát při Hotelové škole Třebíč, dříve Baťova škola práce pro mladé muže a ženy se nachází v těsné blízkosti továren bývalého BOPO v údolí Stařečského potoka. Na internátě jsou ubytováni žáci Hotelové školy Třebíč a probíhá zde i část jejich výuky.   |

## Ochrana přírody
V Borovině se nachází pouze jeden městský park Libušino údolí, který je ovšem poměrně důležitý, protože spojuje Borovinu s centrem města.
| Kamenná vyhlídka na Janovým mlýnem | Libušino údolí je městský park ležící v údolí Stařečského potoka. Na východní straně končí ulicí Na potoce, kde je potok sveden pod povrch. V Borovině je potom údolí přerušeno továrnami BOPO, které v údolí také stojí. V parku leží dva mlýny Janův a Hluchý, který je neobydlen a chátrá. Významným bodem je také Máchovo jezírko, u kterého se každoročně koná Běh naděje. | Plánek Libušina údolí |